# 15. domobranski pehotni polk (Avstro-Ogrska)
Za druge 15. polke glejte 15. polk.
15. domobranski pehotni polk je bil pehotni polk avstro-ogrskega Domobranstva.

## Zgodovina
Polk je bil ustanovljen leta 1889. 

### Prva svetovna vojna
Polkovna narodnostna sestava leta 1914 je bila sledeča: 82% Nemcev in 18% drugih.
Naborni okraj polka je bil v Opavi in Olomoucu, pri čemer so bile polkovne enote garnizirane v Opavi.

## Poveljniki polka
- 1898: Franz von Graf[2]
- 1914: Emil Pattay von Kljuc[1]